# Leimsiederei im Siegerland
Die Leimsiederei im Siegerland, bei der aus Fleisch- und Fettabfällen Hautleim hergestellt wurde, war zunächst eine Begleiterscheinung des regionalen Gerbereigewerbes, bevor sie sich zu einem eigenständigen Industriezweig entwickelte.

## Geschichte
Über Jahrhunderte wurde im Siegerland Eisenerz über und unter Tage abgebaut. Zur Verhüttung der Erze griff man auf Holzkohle zurück, das Holz dafür kam aus den sogenannten Haubergen. Die Rinde der Bäume wurde als gemahlenes Granulat zur Herstellung von Gerbstoffen, der Eichenlohe, genutzt. Die Eichenwälder und die stark ausgeprägte Viehwirtschaft – im Sommer lieferten die Haubergsweiden das Sommerfutter für das Vieh – wiederum waren die Grundlage für die Siegerländer Lohgerbereien. Aus kleinen handwerklichen Gerbereien entwickelten sich im 19. Jahrhundert größere Lederfabriken wie die Lederfabrik Erich Kraemer oder die Sohllederfabriken Gebrüder Siebel, beide in Freudenberg. In Siegen zeugen heute noch Straßennamen wie Lohgraben, Gerbereistraße und Löhrstraße oder das Löhrtor von diesem Gewerbe. Als ab 1891 die Konkurrenz von Schnellgerbverfahren die Lohgerbung nach und nach vom Markt drängte, setzte der Niedergang des Gerbereigewerbes ein. Allerdings verdanken zwei andere Wirtschaftszweige im Siegerland ihre Entstehung und Entwicklung der ortsansässigen Lederindustrie, und zwar die Filz- sowie die Hautleimindustrie. Nach und nach hatten sich Leimsiedereien in der Nähe der Gerbereien angesiedelt – zum einen, weil sie ähnlich viel fließendes Wasser benötigten wie das lederproduzierende Gewerbe. Zur Herstellung von 1000 Kilogramm Hautleim waren etwa 800 bis 1000 Liter Wasser nötig. Sie ließen sich also an denselben Standorten in der Nähe der Bäche in Siegen, Freudenberg und Hilchenbach nieder. Darüber hinaus bezogen sie aber auch ihre Rohstoffe direkt von der Gerbereien, kurze Wege hatten also einen wirtschaftlichen Nutzen: Aus dem sogenannten Leimleder, den in den Gerbereien angefallenen Fleisch- und Fettabfällen, wurde in den Leimsiedereien der Hautleim hergestellt. Bei der Produktion von 100 Kilogramm Sohlleder blieben rund 14 Kilogramm Leimleder übrig. Zu Beginn betrieben auch viele Gerbereien die Leimsiederei im Nebengewerbe: 1820 wurde der Leim noch von den Rot- und Weißgerbern selbst gesotten. 1838 hatte sich bereits ein selbstständiger leimproduzierender Gewerbezweig entwickelt.

### 18. und 19. Jahrhundert
Die erste Siegerländer Leimsiederei entstand 1790 in Hilchenbach. In Siegen wurden die ersten Leimfabriken 1808 (Jacob Goebel) und 1828 (Eberhard Stauf) gegründet, in Freudenberg begann diese Entwicklung im Jahr 1841 (Jost Heinrich Siebel). 1873 existierten 22 Leimsiedereien im Siegerland. Im Jahre 1880 wurden 21 Betriebe gezählt, die vor allem in Siegen, Hilchenbach und Freudenberg angesiedelt waren, 1888 waren es noch 19, und im Verzeichnis der Lederleimfabrikanten Deutschlands vom November 1897 waren ebenfalls noch 19 Siegerländer Firmen aufgeführt. Freudenberg war einer der wichtigsten Standorte der deutschen Hautleimindustrie: Neben der Leder-, Filz- und Haarindustrie beherrschte die Leimproduktion das wirtschaftliche Bild der Stadt. Auch Hilchenbach hatte sich zu einem Gerbereizentrum entwickelt – entsprechend viele Leimsiedereien entstanden dort. Im Jahr 1815 waren es im Amt Hilchenbach noch vier Leimsieder. Speziell Hadem wurde dort aufgrund der Nähe zum Wasser in den 1860er Jahren ein wichtiger Standort. Streitigkeiten mit den Konkurrenten um die Wassernutzung, vor allem den Besitzern der Rieselfelder, blieben nicht aus. In den 1850er Jahren besaß die Leimsiederei in Hilchenbach bereits einen wichtigen Stellenwert: 1854 wurden in vier Siedereien 290 Zentner Leim im Wert von 3400 Talern mit fünf Arbeitern hergestellt,  die Betriebsinhaber nicht mitgezählt. 1868 waren neun Arbeiter beschäftigt, für 1883 wird die Arbeiterzahl auf 16 bis 20 angegeben. 1904 waren bereits 110 Arbeiter tätig. Die führende Stellung hatte die Leimfabrik Fr. W. Weiß, Daniels Sohn, inne – sie war aus einer alten Weißgerberei hervorgegangen. Friedrich Wilhelm Weiss betrieb zunächst zwischen 1733 und 1814 eine Gerberei und verarbeitete die eigenen Fleischabfälle zu Leim. Aus dieser Nebenerwerbsquelle entwickelte sich das in mehreren Generationen betriebene Familienunternehmen F. W. Weiss Daniels & Sohn, das nach einem Brand zur größten und modernsten Leimfabrik Deutschlands wiederaufgebaut wurde.

#### Industrialisierung
Mit der Industrialisierung und der wachsenden Bevölkerung in den Städten nahm auch der Bedarf an Leim immer weiter zu, denn auch bei Investitionsgütern wurde noch viel Holz verwendet. Buchbinder, Papierfabrikanten und viele andere Künstler und Handwerker, insbesondere auch die Möbelfabrikanten, brauchten Leim. Der Aufschwung des leimproduzierenden Gewerbes hing natürlich auch mit der steigenden Menge der in den regionalen Gerbereien verarbeitenden Häute zusammen, bei denen nach und nach immer mehr Leimfleisch abfiel. Bis in die 1880er-Jahre hinein betrieben die Leimsiedereien noch eine sehr traditionelle handwerkliche Produktionsweise, die zudem stark witterungsabhängig war. Denn der Leim konnte nur im Sommer bei entsprechenden Temperaturen in besonderen Bauten luftgetrocknet werden. Die Einführung der Dampfmaschine machte dann eine ganzjährige Produktion möglich. In Freudenberg entschied sich etwa die Leimfabrik Louis Wilhelm Siebel als erste dafür, sich die Vorteile der Dampfkraft zunutze zu machen. Die Leimbrühe, die zunächst sechs bis zehn Prozent Leim enthielt, konnte nun im Vakuumapparat auf einen Leimgehalt von rund 30 Prozent eingedampft werden. Zudem installierte man spezielle Trockenkanäle, die über eine Dampfheizung und einen Ventilator verfügten. Im Technikmuseum Freudenberg steht heute noch eine 100 PS starke Dampfmaschine von 1904, das letzte Relikt der alten Tafelleimfabrik Otto Nöll.

### 20. Jahrhundert
Als in den 1890er Jahren der Rückgang der regionalen Lederproduktion begann, mussten sich die Leimsiedereien auf die Einfuhr von Leimleder aus den Nachbargebieten, Europa und Übersee verlassen, hatten sie doch alle ihre Produktion vergrößert. Die Siegerländer Hautleimindustrie erzeugte um 1910 ein Drittel der gesamten deutschen Leimproduktion und hatte einen erheblichen Außenhandelsfaktor. Doch die Leimproduktion im Siegerland musste mit dem Ausbruch des Ersten Weltkriegs aufgrund mangelnder Rohstoffe stark zurückgefahren werden. Importe aus Übersee blieben ab 1916 aus. Die Fleischabfälle wurden stattdessen zur Herstellung von Futtermitteln verwendet, und obwohl es weiterhin einen hohen Bedarf an Hautleim gab, konnte die erforderliche Menge nicht hergestellt werden. Die Freudenberger Leimfabrikanten etwa schlossen sich infolgedessen zu Arbeitsgemeinschaften zusammen und produzierten nur noch in einem Betrieb, um Kosten zu sparen.
Nach dem Ersten Weltkrieg erlebte die Hautleimindustrie bis etwa 1923 einen kurzen Aufschwung. Doch als sich der Welthandel wieder organisierte, verschärfte sich die Konkurrenzsituation auf dem Rohstoffmarkt zusehends. Waren vor dem Krieg noch 140 Haut- und Knochenleimfabriken in ganz Deutschland tätig, hatte sich ihre Anzahl im Jahr 1920 bereits auf 88 reduziert. Es wurden nur noch klägliche Gewinne erzielt, viele Fabriken mussten den Betrieb immer wieder gezwungenermaßen stilllegen, und die Weltwirtschaftskrise machte auch den Hauptabnehmern von Hautleim, den Möbelfabriken, zu schaffen – sie hatten selbst kaum Aufträge.

#### Zweiter Weltkrieg
Nach der Jahrhundertwende hatten bereits bis zu 70 Prozent des Rohstoffbedarfs eingeführt werden müssen. Deshalb brachten dann auch der Zweite Weltkrieg und die damit einhergehende Abschottung vom internationalen Markt 90 Prozent aller deutschen Leimsiedereien zum Erliegen. In den 1930er Jahren hatten sich die Siegerländer Hautleimfabrikanten zu einer Einkaufsgemeinschaft zusammengeschlossen, mussten aber dennoch ihre Produktion aufgrund der strengen Kontingentierung stark einschränken. Arbeitsgemeinschaften wurden auch während der Kriegsjahre gebildet, und regelmäßig entbrannte ein Streit darum, welche Fabriken stillgelegt und wessen Produktion weiterlaufen sollte – immerhin konnte sich der Betreiber einer aktiven Fabrik sicher sein, dass seine Anlagen und Maschinen instand gehalten wurden, während die der anderen sich selbst überlassen wurden.

#### Nachkriegsjahre
Nach dem Zweiten Weltkrieg nahmen nur noch 34 Leimfabriken in Westdeutschland die Produktion wieder auf, darunter die Freudenberger Leimfabriken Carl Siebel-Scholl, Beel, Irle & Co., Otto Nöll und Gebrüder Achenbach. Im Jahr 1954 hatten innerhalb von fünf Jahren erst wieder vier Siegerländer Leimsiedereien die Geschäfte aufgenommen. Zudem verdrängten die neuen synthetischen Klebstoffe die traditionellen Hautleime. Schließlich machten hohe Umweltauflagen, die kostenintensive Kläranlagen für die stark mit Chemikalien belasteten Abwässer der Leimsiedereien vorschrieben, die weitere Produktion auch für die verbliebenen Hautleimfabriken zu einem Verlustgeschäft. In Freudenberg gaben im Laufe der 1950er und 1960er Jahre sämtliche Hautleimfabriken auf, nur die Fabrik Otto Nöll führte die Geschäfte noch bis zur Schließung am 31. März 1972 weiter. 1983 schloss die letzte Siegerländer Hautleimfabrik in Haiger. Dennoch gibt es noch Spuren dieses einst so wichtigen Wirtschaftszweigs: Die STAUF Klebstoffwerke GmbH etwa geht auf die Leimsiederei zurück, die Eberhard Stauf im Jahr 1828 in Siegen gründete. Das Unternehmen konzentrierte sich nach dem Zweiten Weltkrieg auf die Herstellung synthetischer Klebstoffe und ist damit die einzige Leimfabrik im Siegerland, die den Wechsel vom tierischen Leim zum künstlichen Klebstoff vollzogen hat. Andere Leimsiedereien konzentrierten sich schon früh auf andere Sparten: 1893 gründete Johann Friedrich Klingspor gemeinsam mit seiner Schwester Minchen Oechelhäuser und seiner Schwägerin Luzi Klingspor die Siegener Leimfabrik Klingspor & Co, stellte aber schon wenige Jahre später auch Schmirgelpapier und Schleifleinen her. Heute ist Klingspor, seit den 1950er-Jahren mit Sitz in Haiger, einer der größten Schleifmittelhersteller der Welt.